# Nabil Berrahmane
Nabil Berrahmane, né le 1er mai 1978 à Alger, est un pizzaïolo algérien, quatre fois champion de France de la pizza.

## Biographie
Né d'un père fabricant de meubles et d'une mère femme au foyer, Nabil Berrahmane est issu d'une famille de quatre enfants. Il arrête l'école après son baccalauréat pour devenir chauffeur-livreur.
Arrivé en France le 15 février 2003, il exerce la profession de plongeur dans un restaurant napolitain de Paris en 2004. L'année suivante, il est titularisé à son poste. Ensuite, une vingtaine de restaurants font appel à ses services, et il donne des formations à école française de pizzaïolo ou des stages pour apprendre la base du métier.
En 2010, il s'inscrit pour la première fois au championnat de France de la pizza. Il y décroche quatre titres de champion de France dans la catégorie « pizza freestyle » en 2010, 2012, 2014 et 2016. Il devient également champion du monde en 2012 et 2015. En tout, il gagne 39 distinctions dans cette discipline.